# Festival du film italien de Villerupt 2017
Le Festival du film italien de Villerupt 2017, 40e édition du festival, s'est déroulé du 27 octobre au 12 novembre 2017.

## Déroulement et faits marquants
Pour sa quarantième édition, le festival diffusera des films récompensés dans différents festivals. Le festival rendra aussi hommage à Luigi Comencini, ainsi qu'à Marco Tullio Giordana qui recevra l'Amilcar de la ville.
Le palmarès est dévoilé le 10 novembre 2017 : l'Amilcar du jury est décerné à Il padre d'Italia de Fabio Mollo qui reçoit aussi l'Amilcar du jury jeunes. L'Amilcar du jury de la critique est remis à L'Ordre des choses (L'ordine delle cose) de Andrea Segre, l'Amilcar du jury des exploitants à Tutto quello che vuoi de Francesco Bruni et l'Amilcar du public à 7 minuti de Michele Placido,.

## Jury cinéma
- Cristina Comencini (présidente du jury), réalisatrice, écrivaine
- Antoine Lassaigne, réalisateur, scénariste
- Jean Portante, écrivain, scénariste
- François Caillat, réalisateur

## Jury de la critique
- Michel Ciment (président du jury)
- Ariane Allard
- Norbert Creutz
- Jean-Philippe Guerand
- Joachim Lepastier
- Karolina Markiewicz

## Sélection

### En compétition
- 7 minuti de Michele Placido
- Cuori Puri de Roberto De Paolis
- Easy - Un viaggio facile facile d'Andrea Magnani
- Hannah d'Andrea Pallaoro
- I Figli della notte d'Andrea De Sica
- Il Contagio de Matteo Botrugno et Daniele Coluccini
- Il padre d'Italia de Fabio Mollo
- Il permesso - 48 ore fuori de Claudio Amendola
- L'Ordre des choses (L'ordine delle cose) d'Andrea Segre
- La stodda dei sogni de Gianfranco Cabiddu
- La vita in comune d'Edoardo Winspeare
- Lasciati andare de Francesco Amato
- Manuel de Dario Albertini
- Sicilian Ghost Story de Fabio Grassadonia et Antonio Piazza
- Tutto quello che vuoi de Francesco Bruni
- Veleno de Diego Olivares
- Xolo de Giuseppe Valentino

### Panorama
- A Ciambra de Jonas Carpignano
- Ammore e malavita de Marco et Antonio Mannetti
- Après la guerre (Dopo la guerra) de Annarita Zambrano
- Gli ultimi sarrano ultimi de Massimiliano Bruno
- L'accabadora de Enrico Pau
- Summertime (L'Estate addosso) de Gabriele Muccino
- L'intrusa de Leonardo Di Costanzo
- L'ora legale de Salvatore Ficarra et Valentino Picone
- La Flèche bleue (La freccia azzurra) de Enzo D'Alò
- La tenerezza de Gianni Amelio
- Last Christmas de Christiano Pahler
- Loro chi? de Francesco Miccichè et Fabio Bonifacci
- Mamma o papà? de Riccardo Milani
- Moglie e marito de Simone Godano
- Piccoli crimini coniugali de Alex Infascelli
- Piuma de Roan Johnson
- Moglie e marito de Sydney Sibilia
- Mamma o papà? de Michele Diomà
- L'Échappée belle (The Leisure Seeker) de Paolo Virzì
- Une affaire personnelle (Una questione privata) des Frères Taviani
- Veloce come il vento de Matteo Rovere

### Le cinéma italien qui gagne
- Rêve de singe (Ciao maschio) de Marco Ferreri
- Les Enfants volés (Il ladro di bambini) de Gianni Amelio
- L'Arbre aux sabots (L'albero degli zoccoli) de Ermanno Olmi
- Le Facteur (Il Postino) de Michael Radford
- Padre padrone (Pane, amore e fantasia) des Frères Taviani
- Cinema Paradiso (Nuovo Cinema Paradiso) de Giuseppe Tornatore
- Mediterraneo de Gabriele Salvatores
- Les Merveilles (Le meraviglie) de Alice Rohrwacher
- Reality de Matteo Garrone
- La vie est belle (La vita è bella) de Roberto Benigni
- La Chambre du fils (La stanza del figlio) de Nanni Moretti
- La grande bellezza de Paolo Sorrentino
- Fuocoammare de Gianfranco Rosi

### Hommage àLuigi Comencini- Carte Blanche Lorenzo Codelli
- Pain, Amour et Fantaisie (Pane, amore e fantasia)
- La Ragazza (La ragazza di Bube)
- Casanova, un adolescent à Venise (Infanzia, vocazione e prime esperienze di Giacomo Casanova, Veneziano)
- Les Aventures de Pinocchio (Le avventure di Pinocchio)
- L'Argent de la vieille (Lo scopone scientifico)
- Mon Dieu, comment suis-je tombée si bas ? (Mio Dio, come sono caduta in basso!)
- Le Grand Embouteillage (L'Ingorgo)
- Un enfant de Calabre (Un ragazzo di Calabria)

### Hommage àMarco Tullio Giordana- Amilcar de la ville
- Les Cent pas (I cento passi)
- Une fois que tu es né (Quando sei nato non puoi più nasconderti)
- Une histoire italienne (Sanguepazzo)
- Piazza Fontana (Romanzo di una strage)
- Lea
- Due soldati

## Palmarès
- Amilcar du jury : Il padre d'Italia de Fabio Mollo
- Amilcar du jury jeunes : Il padre d'Italia de Fabio Mollo
- Amilcar du jury de la critique : L'Ordre des choses (L'ordine delle cose) d'Andrea Segre
- Amilcar du jury des exploitants : Tutto quello che vuoi de Francesco Bruni
- Amilcar du public : 7 minuti de Michele Placido
- Amilcar de la ville : Marco Tullio Giordana